# Irma Gillholm-Lundén
Irma Elisabeth Gillholm-Lundén, född Gillholm 1 maj 1892 i Göteborg, död 23 november 1978 i Älvsborgs församling i Göteborg, var en svensk skulptör och tecknare.
Gillholm-Lundén studerade vid Konsthögskolan 1915–1916 och i Köpenhamn 1917–1919 samt under studieresor till Florens, Rom och Paris. Tillsammans med Birger Lindberg och Adja Yunkers ställde hon ut på Lorensbergs konstsalong 1945. Hon medverkade i ett flertal samlingsutställningar med Göteborgskonst och i utställningen Nordiska konstnärinnor på Liljevalchs konsthall i Stockholm. Hennes konst består av torrnålsraderingar, barnporträtt och mindre djurskulpturer.
Hon var dotter till sjökaptenen Otto Gillholm och Elisabeth Andersson samt var från 1922 gift med direktören Sölve Lundén (1888–1945). Pianisten Elisif Lundén-Bergfelt var deras dotter. Makarna Lundén är begravda på Västra kyrkogården i Göteborg.